# باولو رودريغيز باك
باولو رودريغيز باك (10 مايو 1960 في البرازيل – )؛ هو لاعب كرة قدم سابق كان يلعب كلاعب وسط.

## وصلات خارجية
- باولو رودريغيز باك على موقع رابطة كرة القدم اليابانية للمحترفين (اليابانية)
- باولو رودريغيز باك على موقع قاعدة بيانات كرة القدم.إي يو (الإنجليزية)
- باولو رودريغيز باك على موقع Soccerway.com (الإنجليزية)
- باولو رودريغيز باك على موقع عالم كرة القدم.نت (الإنجليزية)